# Акбаур
Ак-баур — грот в Казахстане, памятник эпохи бронзы. Находится в 3 км к северу от аула Бестерек Уланского района Восточно-Казахстанской области, на склоне горы Акбаур. Исследование в 1970—1990 проводила археологическая экспедиция Академии Наук Казахстана (рук. З. Самашев). Пещера в форме конуса, находится на высоте 5—6 м от подножья горы. Служила местом жертвоприношении и исполнения ритуалов. Имеются наскальные рисунки на стене, на которых изображены двухколесная телега, бык, горный козел, люди и жилища. Рисунки выполнены коричневой охрой и относятся к началу 3 тыс. до н. э.

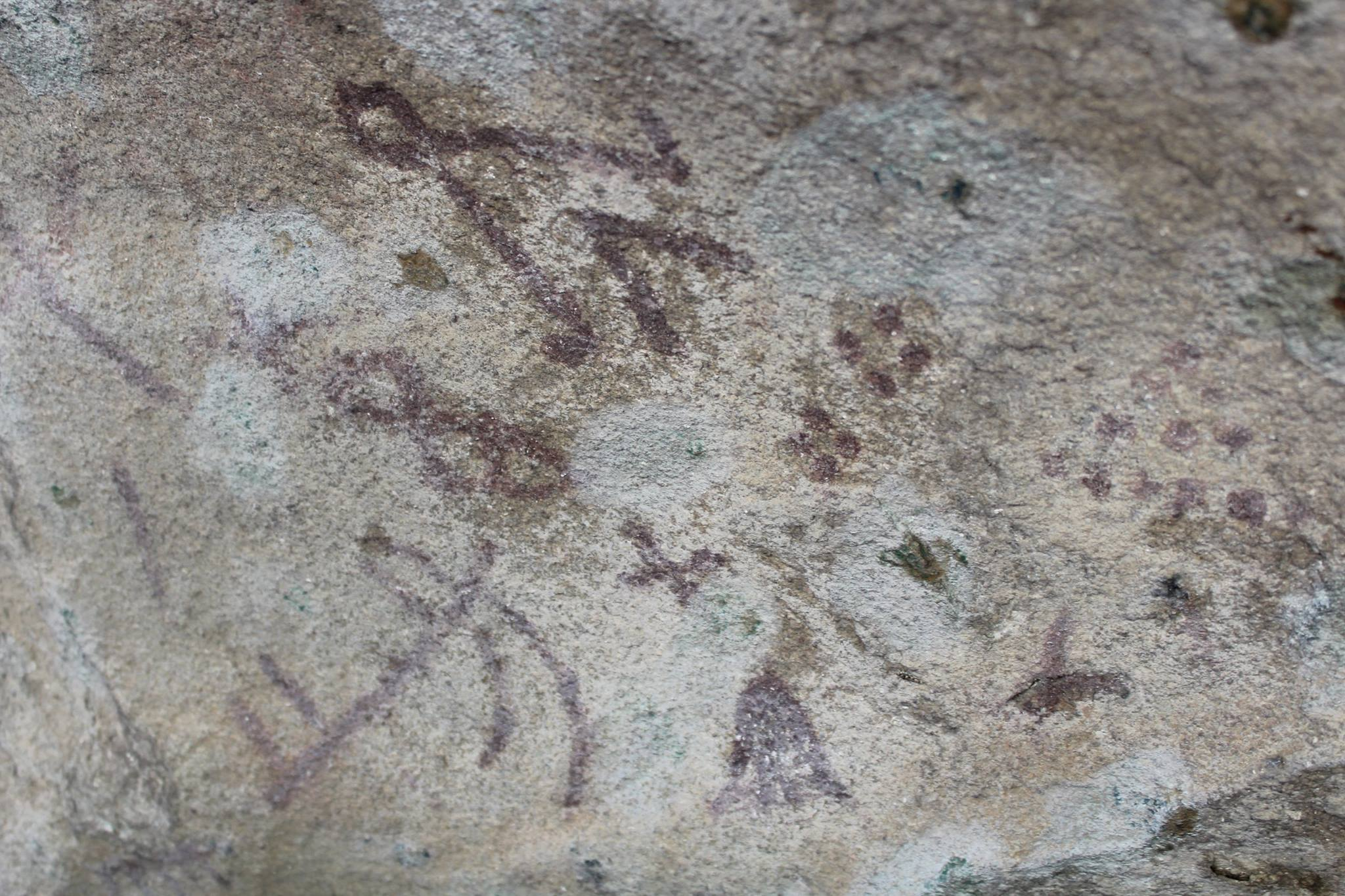

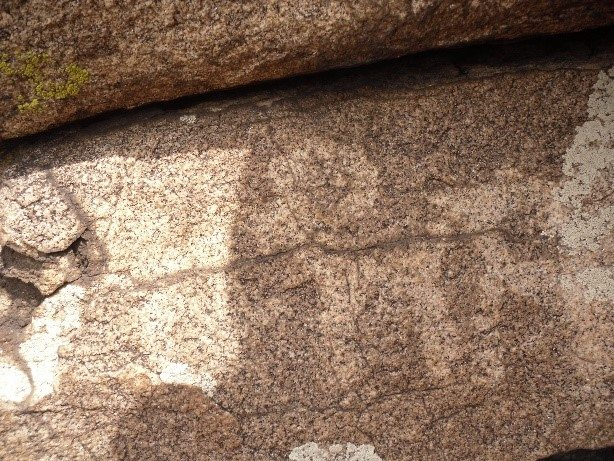

Ак-баур — грот в Казахстане, памятник эпохи бронзы, один из самых древних известных храмов Казахстана времён неолита, называемый еще казахстанским Стоунхенджем. Находится в 3 км к северу от аула Бестерек Уланского района Восточно-Казахстанской области и в 38 км от Усть-Каменогорска за селом Сагыр Уланского района, на склоне горы Акбаур (на горе Коржимбай). По древним поверьям, «Ак Баур» считался центром мира.

## Мнения ученых
Зейнолла Самашев: На первом слое мы наткнулись на поселение самого финального бронзового века, начала раннего железного века, в этом плане можно назвать сенсацией. Каменные зернотерки, точильные камни, кости лошадей и овец: всё свидетельствует о том, что кочевые саки вели и оседлый образ жизни.
Археологи полагают, что у них было развито земледелие, они обрабатывали камни, ткали одежду, обжигали керамику и изготавливали орудия из железа. 
В 2019 году мы начали раскопки на одном из участков прилегающей к гроту территории и обнаружили стационарное поселение раннесакского периода.

## Теории по назначению Ак-Баура
Теория 1: Храм под открытым небом, строго ориентированный на запад, предназначался для совершения похоронных обрядов, когда усопший как бы повторял весь путь в лучший мир. Служила местом жертвоприношении и исполнения ритуалов. Обряды, которые совершались около Ак-Баура и гор Кызыл-тас, скорее всего, связаны с культом гор, одним из ранних магических культов, наряду с культом неба, солнца, грозы, животных и растений. Именно на основании этих культов были сформированы многие ранние формы религий. Учёные пришли к выводу, что кольца из камней были местами совершения религиозных или каких-то других обрядов, а ряды камней — аллеями для ритуальных процессий. Примерно в ста метрах от стены можно увидеть большой камень, напоминающий по форме гриб. Специалисты считают, что эта скала служила жертвенником.
Теория 2: Древняя обсерватория, откуда древние люди вели систематические наблюдения за небесными телами, ведь там обнаружены фундаменты древних строений, погребений, площадка с нанесённой разметкой солнечных часов, «астрономическая лаборатория» с сохранившимися гранитными плитами, несущими на себе информацию астросетки, похожий на амфитеатр диаметром около 25 м, подковой окружают гранитные скалы высотой 2,5-4 м. Получается как бы своеобразный цирк со ступенчатыми сиденьями. Вполне возможно, что на этих каменных «скамейках» сидели зрители, наблюдавшие за действиями жрецов – древних астрономов, людей неолита и бронзового века, наблюдавших Солнце и Луну. 
Теория 3: Путь спасения человечества. Уникальный наскальный текст содержит сведения о всепланетной катастрофе (глобальное потепление, а затем резкое оледенение) вызвавшей инаквазус и возникновение на земле резкой климатической пятизональности. Раскодированная клинопись святилища указывала ориентир спасительного пути – Иртыш.
Теория 4: Мистика. Почитание высот было распространено во многих ранних культурах и связано с тем, что горы осмыслялись как местопребывание местных божеств. Они символизировали центр мира, место соприкосновения неба и земли, вечность и устремлённость к вершинному миру. Ак-Баур – уникальный энергетический и информационный генератор, имеющий четко разграниченную полярность по сторонам горизонта. Здесь две положительные и две отрицательные зоны, которые уходят своим излучением в пространство над земной корой и в пространство самой земной коры. Это постоянно действующий информационный генератор, работающий уже пять тысяч лет. Информация «стекается» сюда с огромных территорий и отправляется в космос. 

## Наскальные рисунки
До наших дней сохранилось около 80 наскальных рисунков на стене и петроглифов аналогов которых нет в Казахстане: несколько изображений человека, горный козёл, бык, двухколесная телега, есть рисунки жилищ и повозки, остальные — разнообразные символы и знаки, а кто-то, конечно, видит в этих петроглифах инопланетян, скафандры и космические корабли. Рисунки выполнены коричневой охрой (или кровью жертвенных животных) и относятся к началу 3 тыс. до н. э. Многие изображения в гроте Ак-Баур расположены на расстоянии полусажени - 90 см. Расстояние 60 см часто встречается между основными точками главных фигур и крестов, а все изображения занимают 180 см - это размер маховой сажени или "кулашу". Рисунки уникальны для Казахстана, во-первых, тем, что нарисованы красной охрой, а не выдолблены в камне, во-вторых, очень нетипичными для древних художников изображениями. Логика рисунков до сих пор является загадкой, выдвигаются самые разнообразные версии от изображения «сакрального ориентира Пути спасения человечества» и начальной человеческой письменности (Е. Курдаков) до пришествия инопланетян (А. Юрченков) и карты звездного неба. Исследователь Леонид Марсадолов, к примеру, уверен, что пирамидальная форма сопки Ак-Баур была символом сакрального пространства и могла ассоциироваться с космическим холмом
Кресты — знаки Солнца либо звезд, поэтому, скорее всего, перед нами карта звёздного неба, как её видели наши давние предки. Она неполная, но важна для юго-западной ориентации святилища.
Белые и черные олени и горные козлы могут быть частью ритуалов жертвопринашения. Символика образа оленя, как солярного знака, очень древняя. Олени, несущие на рогах солнце указывают на космическую природу священного зверя древних кочевников Евразии. «Красота  и сила животного, его мирный нрав и способность защитить себя, широкий ареал распространения разных подвидов, ежегодный прирост одного отростка рога и многие другие признаки способствовали выбору оленя в качестве одного из символов кочевников. Даже название целого народа, жившего в скифское время на территории Казахстана – «сака» некоторые лингвисты переводят как «олень».

## Скалы и камни
Полукруглое пространство грота накрывает каменная плита с отверстием в форме сердца. По некоторым версиям, форма имеет следы обработки, оно было подправлено человеком, который сделал выступ-мушку для фиксации движения основных созвездий ночного неба.
Лунки неприродного происхождения. Если в одну из нижних лунок налить воду, то в день весеннего равноденствия луч солнца на восходе точно отразится в верхней лунке. Возможно и другое назначение данного камня как жертвенного, а лунки на нем - места жертвоприношений. Возможно, что это всего-навсего изложница для расплавленной руды древних металлургов. Здесь же найдены слитки руды, повторяющие форму каменных лунок. На территории урочища найдены остатки доменных печей, некоторые - небольшие, в их камере могли поместиться один-два человека, другие - просто гигантские. Большой интерес представляют собой лунки, которые первым описал Джон Обри. Он в 1663 году по указанию короля Карла II «произвёл осмотр» Стоунхенджа и предположил, что, перекладывая камни из одной лунки в другую, люди определяли дни солнечных и лунных затмений. По мнению Хойла, они представляли собой огромный транспортир для измерения углов. То есть люди в далёком прошлом тоже осваивали точные науки и, прежде всего, пытались измерять пространство и время.

## Описание маршрута
Ак-Баур находится приблизительно в 38 километрах от Усть–Каменогорска. Выехав из города, двигаемся по Самарскому шоссе. Проезжаем мимо села Самсоновка, поворота на Сибинские озера и примерно в двух километрах за селом Сагыр (ранее — Ленинка) поворачиваем возле указателя "Ак-Баур".